# Егоров, Владимир Григорьевич
Влади́мир Григо́рьевич Его́ров (26 ноября 1938, Москва — 8 июня 2022, Калининград) — советский и российский военачальник и государственный деятель. Командующий Балтийским флотом ВМФ России (1991—2000), адмирал (24 октября 1991 года). Губернатор Калининградской области (2000—2005).

## Биография

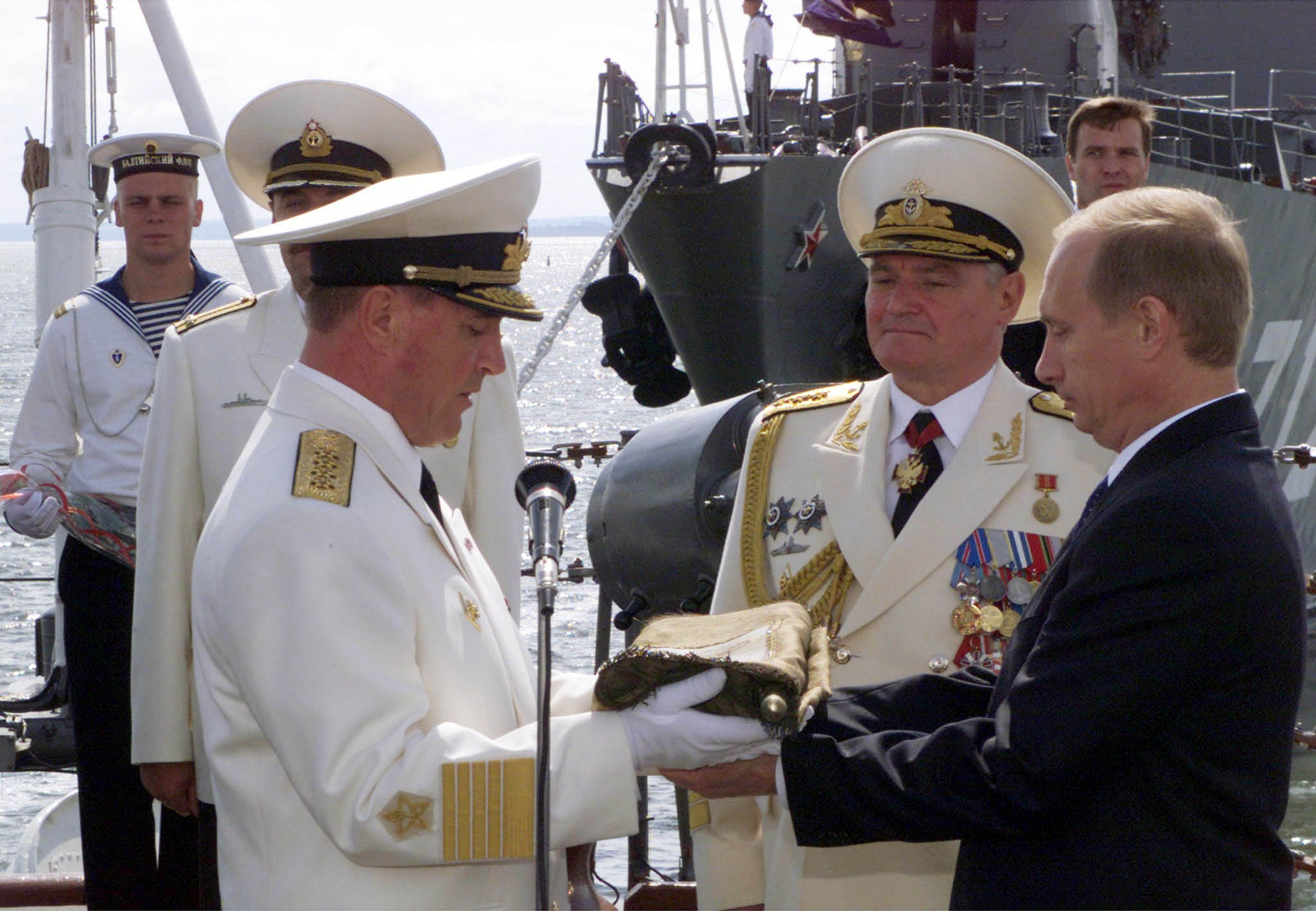
Владимир Путин и Владимир Егоров. Балтийск, 30 июня 2000 года

Владимир Егоров родился 26 ноября 1938 года в Москве, в семье рабочего.
В 1942 году, во время боёв за Москву в ходе Великой Отечественной войны, вместе с родителями был эвакуирован из города в село Александровка Никифоровского района Тамбовской области, где проживал до 1955 года.
После окончания средней школы в 1955 году приехал в Ленинград, где окончил техническое училище № 15 и два года работал токарем на оборонном заводе «почтовый ящик № 518».
В ВМФ СССР с 1957 года. В 1962 году окончил с золотой медалью Высшее военно-морское училище имени М. В. Фрунзе в Ленинграде по специальности «минное и тральное вооружение» с квалификацией «военный инженер-электромеханик».
Офицерскую службу начал в ноябре 1962 года в должности командира артиллерийской и минно-торпедной боевых частей (БЧ-2-3) противолодочного корабля ПЛК-32 в составе дивизии кораблей противолодочной обороны Северного флота Военно-морского флота СССР (корабль в то время строился на судостроительном заводе в Калининграде).
С сентября 1965 года служил на Балтийском флоте ВМФ СССР командиром минно-торпедной боевой части сторожевого корабля «Славный» 128-й бригады ракетных кораблей 12-й дивизии ракетных кораблей, с сентября 1967 года — старшим помощником командира БПК «Образцовый».
С августа 1971 года, после окончания Высших специальных офицерских классов ВМФ СССР, служил старшим помощником командира БПК «Бдительный», а с ноября 1971 года — командиром БПК «Образцовый» бригады ракетных кораблей дивизии ракетных кораблей БФ.
С июня 1974 года — начальник штаба — заместитель командира 76-й бригады эсминцев 12-й дивизии ракетных кораблей БФ (Лиепая), с декабря 1976 года — командир 128-й бригады ракетных кораблей БФ (Балтийск).
С октября 1983 по 1985 годы — командир 24-й отдельной бригады ракетных катеров Балтийского флота ВМФ СССР, дислоцировавшейся в Свиноуйсьце (Польская Народная Республика).
В 1984 году с отличием окончил заочно Военно-морскую академию имени Маршала Советского Союза А. А. Гречко в Ленинграде.
С ноября 1985 по январь 1987 года — командир Балтийской военно-морской базы, затем два года командовал 5-й Средиземноморской оперативной эскадрой Черноморского флота ВМФ СССР.
С декабря 1988 по 1991 годы — первый заместитель командующего Балтийским флотом ВМФ СССР.
В 1990 году экстерном с отличием окончил Военную академию Генерального штаба Вооружённых сил СССР имени К. Е. Ворошилова в Москве.
В августе 1991 года не поддержал действия ГКЧП.
В сентябре 1991 года назначен командующим Балтийским флотом ВМФ СССР (с 7 мая 1992 года — ВМФ РФ). Одновременно с февраля 1995 года являлся командующим Калининградским особым районом.
Командовал военно-морскими парадами России в честь 50-летия (в 1995 году) и 55-летия (в 2000 году) Победы в Великой Отечественной войне (1941—1945), в честь 300-летия Российского флота (в 1996 году).
Воинские звания: капитан 1-го ранга (1977 год, досрочно), контр-адмирал (5 ноября 1985 года), вице-адмирал (15 февраля 1989 года), адмирал (24 октября 1991 года).
Являлся «Почётным командующим Балтийским флотом ВМФ Российской Федерации».
19 ноября 2000 года избран главой администрации (губернатором) Калининградской области, получив 56,47 % голосов избирателей (194 086 голосов). Вступил в должность 8 декабря 2000 года.
28 сентября 2005 года досрочно сложил с себя полномочия губернатора Калининградской области. Вероятно, этому способствовали и многочисленные скандалы, сотрясавшие администрацию области, в том числе осуждение за взяточничество вице-губернатора Саввы Леонова.
23 ноября 2005 года избран в совет директоров Северо-западной лесопромышленной компании в Санкт-Петербурге.
7 мая 2009 года пострадал в автомобильной аварии на областной трассе Балтийск—Калининград, был госпитализирован в Главный военно-морской госпиталь Балтийского флота в Калининграде, а затем направлен на лечение в Москву.
26 ноября 2010 года, с приходом к власти губернатора Калининградской области Николая Цуканова, стал его советником. До последних дней жизни работал в аппарате губернатора Калининградской области.
30 ноября 2011 года возглавил Совет почётных граждан Калининграда. Член правления Калининградского регионального общественного фонда «Открытый мир». Автор мемуаров.
Скончался 8 июня 2022 года. Похоронен на Военно-мемориальном кладбище «Курган славы» в Медведевке.

## Награды и почётные звания
- Награждён орденами:
  - «За заслуги перед Отечеством» III степени (1999)[12],
  - «За военные заслуги»,
  - «За службу Родине в Вооруженных Силах СССР» II (1982) и III (1978) степеней,
  - орденом Сирийской Республики «Боевой подготовки I степени»,
  - двадцатью тремя медалями, в том числе медаль «За боевые заслуги» (14 мая 1970)
  - почётным оружием.
- Лауреат Государственной премии Российской Федерации в области науки и техники.
- Кандидат военных наук.
- Действительный член Академии военно-исторических наук России.
- Почётный член Шведского Королевского военно-морского общества.
- Почётный член Санкт-Петербургского морского собрания.
- Почётный член Ассоциации военных атташе.
- Почётный гражданин Калининградской области (30 июня 2021) — за исключительные заслуги перед Калининградской областью и её жителями, способствующие развитию Калининградской области, повышению её авторитета в Российской Федерации и за рубежом
- Почётный гражданин Калининграда (1 июля 1998)[13].
- Почётный Командующий Балтийском флотом.

## Сочинения
- Егоров В. Г. Вахту сдал исправно [историко-биографическое издание в 2 книгах]. — Калининград: ИП Мишуткина И. В., 2008—2009. — ISBN 978-5-98787-061-7.